# Franco Ferrara

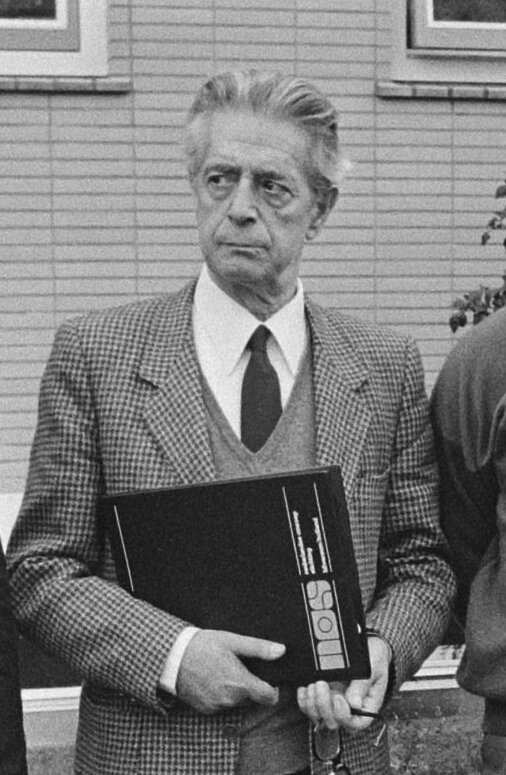
Franco Ferrara (1984)

Franco Ferrara (Palermo, 4 de julio de 1911-Florencia, 7 de septiembre de 1985) fue un director de orquesta y compositor italiano.

## Biografía

### Formación
Franco Ferrara empezó sus estudios musicales en su ciudad natal a la edad de cinco años, mostrando bien pronto un sorprendente talento. Casi adolescente se trasladó a Bolonia donde completó sus estudios musicales diplomándose en violín, piano, órgano y composición en el Conservatorio local. Fue alumno, respectivamente, de los maestros Consolini, Ivaldi, Belletti y Nordio. Por votación le fueron conferidos los premios extraordinarios en todas esas especialidades.
En su época de estudios no existían cursos escolares de dirección de orquesta, por lo cual a un aspirante a director no le quedaba otro remedio que emprender un largo aprendizaje en los teatros y las instituciones sinfónicas en el rol de Maestro sustituto o asistente, o como instrumentista en una orquesta. Franco Ferrara vio facilitado su aprendizaje de director por el hecho de que en el Conservatorio de Bolonia existía una orquesta de alumnos que permitía a los alumnos de Composición seguir los ensayos durante el curso. Fue en este ámbito en el que Franco Ferrara tuvo las primeras experiencias, dirigiendo por primera vez a la edad de nueve años. Y fue también en Bolonia donde Ferrara tuvo sus primeras experiencias de contacto con el público actuando como pianista, violinista y compositor, dirigiendo algunas de sus mismas obras.

### Músico orquestal
Recién adquirido el diploma de violín entró en la Orquesta del Teatro Comunale de Bolonia donde tuvo ocasión de tocar con Arturo Toscanini. El 29 de octubre de 1931 sustituye al maesto Antonio Guarnieri en Parsifal (ópera) y a Gaetano Bavagnoli el 31 de octubre en La bohème, el 8 de noviembre en La Wally y el 19 de noviembre en La fuerza del destino.
En 1931 se trasladó a Roma donde entró a formar parte de la Orquesta del Augusteo, en la que permaneció hasta 1933 cuando fue llamado como concertino de la Orquesta del Mayo Musical Florentino. El 21 de diciembre de 1934 es el violinista en la Historia de un soldado de Igor Stravinsky dirigido por Ernest Ansermet en el Palacio Pitti. Prolongó su permanencia en Florencia hasta 1940 tocando bajo la dirección de los más prestigiosos Maestros de nivel internacional (De Sabata, Guarnieri, Gui, Walter, Mengelberg, Erich Kleiber).

### Dirección
Fue animado por Guarnieri a dedicarse a la Dirección de Orquesta, confiándole la preparación de la Orquesta del Mayo Musical para un Concierto en Montecatini y después le ofreció la ocasión de dirigir un concierto en el Teatro Comunale de Florencia. Ferrara debutó así el 20 de enero de 1938 con un programa conforme a los gustos de los años 30 y muy variado: la Obertura de "El Secreto de Susanna" de Wolf-Ferrari, la 5ª Sinfonía de Beethoven, "La Vendemmia" de G. Mulè, el Preludio del Acto III de la Traviata, el "Vuelo del Calabrone" de Rimskij-Korsakov y la "Cavalgata de las Walkirias" de Wagner.
Desde aquel momento y en los diez años sucesivos Ferrara actuaría en directo en casi todos los Teatros y los Entes Sinfónicos más prestigiosos de Italia, cumpliendo también numerosas giras por el extranjero, por ejemplo en Alemania, Hungría y Rumanía y dirigiendo algunas entre las más importantes orquestas del mundo como la Berliner Philharmoniker, Dresdner Philharmoniker, Bamberger Symphoniker. En cambio, la verdadera consolidación de la fama para el joven director tuvo lugar con el concierto en Roma cerca de la Basílica de Majencio en julio de 1939, en la que dirige a la Orquesta de la Academia Nacional de Santa Cecilia. Con la misma Orquesta Ferrara estaría trabajado ininterrumpidamente hasta 1945 en el Teatro Adriano, haciéndose cargo en los últimos dos años (noviembre de 1944 - septiembre de 1945) del encargo de director estable. En el 1940 mientras dirigía en Roma la Sinfonía del Nuevo Mundo de Dvořák se manifestó por primera vez la misteriosa enfermedad que lo haría sufrir a partir de entonces: cayó desvanecido del podio, en realidad estaba lúcido, pero el concierto tuvo que ser suspendido.
En el 1948 debió interrumpir la actividad de director de orquesta debido a esta dolencia. Ferrara continuó dirigiendo en una serie de grabaciones de la RAI y se dedicó también a la composición y a la dirección de música para películas (entre los otras, Jovanka y las otras, en la cual dirige la música compuesta por Angelo Francesco Lavagnino). Esta relación con el cine lo llevó a dirigir numerosas bandas sonoras para películas realizadas por algunos de los más importantes directores italianos como Fellini, Antonioni y Visconti.
El 15 de noviembre de 1950 dirige para la Rai el estreno absoluto de la ópera I due timidi de Nino Rota con Graziella Sciutti y Mario Carlin, que fue premiada con el Prix Italia. Siempre en ámbito operístico Ferrara realizó una serie de películas para el Cine: "El Ajo de la vergüenza" de Donizetti, "La ocasión hace al ladrón" y "La escalera de seda" de Rossini y "La Sierva Padrona" de Pergolesi.
El 4 de noviembre de 1961 fue inaugurado el 2° Canal de la Rai para lo cual Franco Ferrara dirige la música original de Raffaele Gervasio con la Orquesta y el Coro de la Rai de Roma.

### Enseñanza
El otro recurso de su carrera fue el de dedicarse a la enseñanza. Lo hizo desde 1947 en el Conservatorio Santa Cecilia de Roma, primero como docente encargado de la clase de ensayos orquestales y luego de la de lectura de la partitura. En octubre de 1959 venció, resultando primero, en la Oposición del Ministerio de Instrucción Pública para la cátedra de Profesor de Lectura de la Partitura. En el curso del año siguiente en cambio pasó a la cátedra de Dirección de Orquesta. Esta cátedra en el año 1975 fue transformada en el Curso de Perfeccionamiento en la Academia Nacional de Santa Cecilia y Ferrara lo desempeña hasta 1981 cuando, según el árido lenguaje burocrático, alcanzó "los límites de edad" y fue jubilado. En 1981 el Ministerio de Instrucción Pública le confirió el nombramiento de "Profesor Emérito".
Ferrara participó 14 veces en la Academia Musical Chigiana de Siena donde, del 1964 al 1985, desarrolló el Curso de Dirección de Orquesta frecuentado por alumnos procedentes de todo el Mundo, muchos de los cuales han tenido posteriormente una brillante carrera que los ha llevado a la escena musical internacional. Entre 1974 y 1975 también el Teatro Comunale de Bolonia confió a Ferrara un curso para la dirección de orquesta.
La actividad de Franco Ferrara tuvo un carácter transcontinental. Sus cursos europeos se desarrollaron en Hilversum (Países Bajos), (de 1958 a 1973), en París, en el Conservatoire National Supérieur de Musique, en Suiza en la Radio de Lugano y en el Festival "Tibor Varga" de Sion.
También fue invitado en Asia, en Manila (Filipinas); en Japón fue invitado por Seiji Ozawa, en 1976 para desarrollar un curso en la Academia TOHO de Tokio en honor de Hideo Saito, el gran director de orquesta japonés, maestro del mismo Ozawa. En América Ferrara enseñó hasta 1975 en el Curtis Institute of Music de Philadelphia, en la Juilliard School de Nueva York y en el Berkshire Music Center de Tanglewood.

### Reconocimiento
Fueron muchos los premios y las distinciones conferidas a Franco Ferrara en el curso de su carrera: el 2 de marzo de 1958 le fue conferido el título de Académico de Santa Cecilia. Tuvo análogos reconocimientos de la Academia Nacional Luigi Querubini de Florencia y de la Academia Filarmónica Romana. El Estado le otorgó la Medalla de plata al valor, concedida por el Ministerio de Instrucción Pública.
Franco Ferrara formó parte además de los jurados de algunos de los más prestigiosos Premios Internacionales: del "Mitropoulos" de Nueva York, del Premio de la "Fundación Karajan", del "Cantelli", del "Marzotto" y del "Casagrande" de Terni en 1982.
El 7 de mayo de 1977 Ferrara se encontraba en Copenhague cuando sufrió un nuevo ictus cerebral. Transferido enseguida a Roma se recobró en el Hospital de los Caballeros de Malta. Quedó paralizado de la parte derecha del cuerpo, pero no tuvo ninguna complicación sobre la lucidez y el lenguaje. Bien pronto Ferrara gracias a su siempre sorprendente fuerza de ánimo logró superar los impedimentos físicos recuperando la movilidad de la pierna y parcialmente también del brazo. En breve tiempo logró volver a su amada actividad didáctica, a la compositiva, a tocar, si bien lo hiciera sólo en privado y a conducir su automóvil.
El 1 de septiembre de 1985 le fue asignado el Premio "Una Vida para la Música" en Venecia en el Gran Teatro de La Fenice, en medio de sus alumnos, colegas y amigos.
En la noche del 6 de septiembre de 1985 sufrió un infarto en su habitación del Hotel Anglo Americano de Florencia donde se alojaba para el Concurso de Dirección 'V. Gui'. Fue llevado al hospital donde falleció en la madrugada del 7 septiembre. Con su muerte Ferrara dejó un gran vacío entre todos aquellos que en vida lo habían amado y admirado. Todavía hoy quien lo conoció lo recuerda como un hombre dotado de fascinación y carisma, de una especie de natural magnetismo. Tal vez el efecto más extraordinario de su personalidad y preparación fue que a pesar de su prematuro retiro de los escenarios, continuó gozando de la estimación de todos sus colegas. Basta mencionar la sorprendente declaración de un director de orquesta como Herbert Von Karajan, el cual admitió que parte de la su ascenso hacia la fama internacional había sido debida al hecho de que un director como Ferrara hubiera abandonado los escenarios y además no ha perdido nunca ocasión, y al igual que él otros muchos grandes directores, para recordar de la grandeza de Franco Ferrara.
Está enterrado en el Cementerio del Verano de Roma.